# Vladimir Alikin
Vladimir Aleksandrovitsj Alikin (Russisch: Владимир Александрович Аликин) (Kraj Perm, 10 mei 1957) is een Russisch voormalig biatleet.

## Carrière
Alikin behaalde zijn grootste successen tijdens de Olympische Winterspelen 1980 met het winnen van de zilveren medaille op de 20 kilometer individueel en de gouden medaille op de estafette. Op de wereldkampioenschappen won Alikin  driemaal de bronzen medaille op de estafette en eenmaal op de sprint.

## Belangrijkste resultaten

### Wereldkampioenschappen
| Jaar | Plaats     | Onderdeel   | Onderdeel | Onderdeel | Onderdeel |
| Jaar | Plaats     | Individueel | Sprint    | Estafette |           |
| ---- | ---------- | ----------- | --------- | --------- | --------- |
| 1979 | Ruhpolding | 8e          | 4e        | Brons     |           |
| 1981 | Lahti      | 24e         | 15e       | Brons     |           |
| 1982 | Minsk      | 13e         | Brons     | Brons     |           |

### Olympische Winterspelen
| Jaar | Plaats      | Onderdeel   | Onderdeel | Onderdeel |
| Jaar | Plaats      | Individueel | Sprint    | Estafette |
| ---- | ----------- | ----------- | --------- | --------- |
| 1980 | Lake Placid | 8e          | Zilver    | Goud      |